# Bistorta macrophylla
Bistorta macrophylla es una especie del género Bistorta nativa de las regiones montañosas del oeste de China (Gansu, Guizhou, Henan, Hubei, Qinghai, Shaanxi, Sichuan, Xizang, Tíbet, Yunnan), Pakistán, Bután, Norte de (Himachal Pradesh, Uttarakhand) y oeste de India (Ghats occidentales) y Nepal.

## Usos
En Nepal, sus rizomas son secados y usados en la alimentación.
En India (Uttarakhand), sus hojas son usadas en la medicina tradicional para tratar las heridas. Una pasta hecha con la raíces, se les da a los niños para tratar problemas de estómago.

## Compuestos químicos
(-)-Epicatechin-5-O-beta-D-glucopyranoside, (+)-catequina-7-O-beta-D-glucopiranosida, 1-(3-O-beta-D-glucopyranosyl 4,5-dihydroxy-phenyl)-ethanone, (-)-epicatechin, ácido clorogénico y ácido gálico se pueden encontrar en la especie.

## Taxonomía
Bistorta macrophylla fue descrita por (D.Don) Sojak y publicado en Preslia 46(2): 152. 1974.
Sinonimia
- Persicaria macrophylla (D.Don) Cubey
- Polygonum macrophyllum D. Don
- Bistorta sphaerostachya (Meisn.) Greene
- Polygonum sphaerostachyum Meisn.